# Маляр, Марк
Марк Маляр (ивр. מארק מליאר; род. 5 марта 2000, Хайфа, Израиль) — израильский паралимпийский пловец. Дважды чемпион Летних Паралимпийских игр 2020 в Токио. Мировой рекордсмен по заплыву на 200 метров комплексным стилем в категории SM7, а также по заплывам на 400 и на 800 метров вольным стилем.

## Биография
Марк Маляр, житель города Кирьят-Моцкина, страдает церебральным параличом. Начал заниматься плаванием с шести лет, сперва в рамках физиотерапии, а впоследствии — на профессиональном уровне. Его брат-близнец, Ариэль, пловец, также входит в национальную паралимпийскую сборную Израиля.
В 13 лет Марк Маляр был включён в Национальную сборную Израиля. На чемпионате мира 2017 года в Мехико Маляр завоевал бронзовую медаль в заплыве на 100 метров, при этом побив израильский национальный рекорд.
В 2017 году Маляр был удостоен звания атлета года от имени Израильского паралимпийского комитета.
На чемпионате Европы в Дублине в 2018 году Маляр выиграл серебряную медаль в заплыве на 400 метров и бронзовую медаль в заплыве на 100 метров брассом.
В 2019 году Марк Маляр побил мировые рекорды в заплывах вольным стилем на 800 и на 1500 метров.
На Летних Паралимпийских играх 2020 в Токио Маляр завоевал две золотые медали: 27 августа 2021 года — в заплыве на 200 метров комплексным плаванием, 29 августа — в заплыве на 400 метров вольным стилем. После того, 30 августа в заплыве на 100 метров на спине Марк Маляр завоевал бронзовую медаль.